# Duncan Armstrong
Pour les articles homonymes, voir Armstrong.
Duncan John D'Arcy Armstrong, né le 7 avril 1968 à Rockhampton, est un ancien nageur australien spécialiste des épreuves de demi-fond en nage libre. Champion olympique du 200 m en 1988, il a détenu le record du monde de la distance jusqu'en 1989.

## Biographie
Entraîné par Laurie Lawrence (en), Armstrong fait ses débuts internationaux à l'occasion des jeux du Commonwealth de 1986 organisés à Édimbourg en Écosse. L'Australien y remporte deux médailles d'or sur 400 m nage libre et au titre du relais 4 × 200 m nage libre. En revanche, sa non-sélection sur 200 m nage libre provoque une controverse puisqu'il est le champion national en titre.
Duncan Armstrong se présente aux Jeux olympiques de Séoul en tant que prétendant légitime au podium notamment sur 200 m nage libre où la concurrence est toutefois nombreuse. Trois tenants ou anciens tenants de records du monde nagent en effet la finale : l'Américain Matt Biondi, le Polonais Artur Wojdat et l'Ouest-allemand Michael Gross. Nageant dans la vague de Biondi, Armstrong parvient à économiser de l'énergie pour effectuer la meilleure dernière longueur de bassin. Après les 200 mètres de course, l'Australien s'impose en 1 min 47 s 25, nouveau record du monde. Plus tard lors du 400 m nage libre, le nageur a l'occasion de réaliser un doublé inédit 200 m – 400 m. Parti lentement, Armstrong dépasse progressivement un à un ses adversaires sauf l'Est-allemand Uwe Daßler qui conserve 20 centièmes de seconde d'avance au terme de l'épreuve. Bien qu'il ait abaissé de cinq secondes son record personnel, Armstrong doit donc se contenter de la médaille d'argent. À 20 ans, ses performances olympiques le révèlent cependant au grand public et dans son pays où il est désigné Young Australian of the Year (Jeune Australien de l'Année) l'année suivante.
L'Australien est attendu pour défendre son nouveau statut aux jeux du Commonwealth de 1990 se tenant à Auckland. Mais une mononucléose le contraint à déclarer forfait. À court de forme et de préparation, il ne peut participer aux Jeux olympiques de Barcelone ; il choisit alors de se retirer de la compétition sportive. En 1998, Armstrong, alors âgé de 30 ans, surprend en annonçant son ambition de participer aux prochains Jeux olympiques organisés à Sydney. Cependant, après deux mois d'entraînement, l'ancien champion abandonne et se retire définitivement.
En 1996, il est distingué en intégrant l'International Swimming Hall of Fame. Reconverti dans les médias depuis sa retraite, l'ancien nageur est devenu consultant pour la chaîne australienne Channel Nine pour laquelle il commente régulièrement les compétitions de natation.

## Palmarès

### Jeux olympiques
- Jeux olympiques de 1988 à Séoul (Corée du Sud) :
  -  Médaille d'or sur 200 m nage libre (1 min 47 s 25, record du monde).
  -  Médaille d'argent sur 400 m nage libre (3 min 47 s 15).